# 10. Jebtsundamba Khutukhtu

Der 10. Jebtsundamba Khutukhtu, 2025

Der 10. Jebtsundamba Khutukhtu (* 2015) ist die 10. Reinkarnation des Jebtsundamba Khutukhtu, einer der bedeutendsten Reinkarnationslinien (trülku) des tibetischen Buddhismus und traditionell die Führungsfigur des Buddhismus in der Mongolei.

## Identifizierung als 10. Jebtsundamba Khutukhtu
Bei seinem neunten Besuch in der Mongolei im November 2016 sagte der 14. Dalai Lama, Tenzin Gyatso, bei einer Pressekonferenz, er sei überzeugt, dass kurz zuvor die zehnte Reinkarnation des Jebtsundamba Khutukhtu geboren worden sei. Die neunte Reinkarnation, Jampel Namdröl Chökyi Gyeltshen, der im März 2012 verstarb, soll gegen Ende seines Lebens gesagt haben, er wünsche sich, in der Mongolei wiedergeboren zu werden. Als Antwort auf den Besuch sanktionierte die Volksrepublik China die Mongolei durch Grenzschließungen, Erhebung von Zöllen und die Beendigung bilateraler Gespräche, und ließ verlautbaren, dass Reinkarnationen buddhistischer Geistlicher des tibetischen Buddhismus nur innerhalb der Volksrepublik geboren werden könnten. Zudem sei das einzig gültige Verfahren, aus einer goldenen Urne mit mehreren potentiellen Kandidaten den Namen der echten Reinkarnation herauszuziehen und diese damit als Reinkarnation anzuerkennen. Außerdem dürften die Reinkarnationen nicht von ausländischen Organisationen oder Personen beeinflusst oder beherrscht werden. Weiter sagte die Regierung, dieses Vorgehen gehe zurück auf eine Verordnung des chinesischen Kaisers Qianglong der Qing-Dynastie von 1793. Dazu brachte die Volksrepublik die mongolische Regierung dazu, sich zu entschuldigen und keine weiteren Besuche des Dalai Lama in die Mongolei mehr zuzulassen.
Am 8. März 2023 stellte der Dalai Lama einen achtjährigen Jungen während einer Veranstaltung mit etwa 5000 buddhistischen Mönchen und Nonnen und 600 Mongolen in Dharamsala als die 10. Reinkarnation des Jebtsundamba Khutukhtu vor. In der medialen Berichterstattung wurde auf die besondere Bedeutung des Amtes hingewiesen, da der Jebtsundamba Khutukhtu traditionell der dritthöchste Geistliche der Gelug-Schule ist und ihm damit eine wichtige Rolle bei der künftigen Erkennung des 15. Dalai Lamas zukommen könnte. Traditionell war diese Rolle der jeweiligen Reinkarnation des Panchen Lama zugekommen. Da der vom Dalai Lama Tenzin Gyatso anerkannte 11. Panchen Lama 1995 von den chineschen Behörden an einen unbekannten Ort gebracht worden sein soll und sein Amt nicht ausführen kann, könnte der 10. Jebtsundamba Khutukhtu eine Rolle bei der Auffindung der Reinkarnation des Dalai Lamas spielen.
Als Kleinkind soll der Junge im Kloster Gandan in der mongolischen Hauptstadt Ulaanbaatar bei einer traditionellen Zeremonie zur Auffindung einer Reinkarnation die Gegenstände seines Vorgängers ausgewählt haben. Dadurch wurde er als der 10. Jebtsundamba Khutukhtu erkannt. Bis zur öffentlichen Anerkennung durch den Dalai Lama im März 2023 wurde seine Identität jedoch geheim gehalten.

## Herkunft und Leben
Der bürgerliche Name des 10. Jebtsundamba Khutukhtu ist nicht bekannt, sein Name wird als A. Altannar angegeben. Er ist einer der beiden eineiigen Zwillinge Aguidai und Achiltai Altannar, die zur Verschleierung seiner Identität und um ihn vor übereifrigen Gläubigen zu schützen, fast nur zu zweit auftreten. Weder die Eltern noch der Dalai Lama gaben bekannt, welcher der beiden Zwillinge bei der Zeremonie vorgestellt wurde. A. Altannar wurde in Washington D.C. in eine reiche mongolische Unternehmerfamilie geboren. Aufgrund seiner Geburt in den USA ist er US-amerikanischer Staatsbürger. Seine Großmutter mütterlicherseits ist die Gründerin eines der erfolgreichsten Unternehmen der Mongolei, seine Mutter ist CEO der Firma. Der Vater ist Mathematiker an der Nationaluniversität der Mongolei in Ulaanbaatar.
Die New York Times berichtete, die Eltern des jungen A. Altannar hätten der Anerkennung unter der Bedingung zugestimmt, dass er als Erwachsener selber entscheiden könne, ob er das Amt weiterführen wolle. Sie stimmten einer religiösen Unterrichtung durch buddhistische Mönche zu, solange er auch gleichzeitig eine weltliche Bildung erhielte. Der Zwillingsbruder erhält die gleiche doppelte Bildung.